# Rogožarski R-313
Rogožarski R-313 byl jugoslávský víceúčelový bitevní letoun. Jednalo se o dvoumístný dvoumotorový stíhací, průzkumný a lehký bombardovací letoun vyvinutý bělehradskou společností Prva Srpska Fabrika Aeroplana Živojin Rogožarski koncem 30. let 20. století v době před druhou světovou válkou. Byl to velice slibný typ, ale nebyla příležitost jej využít. Byl postaven pouze jeden prototyp.

## Vznik a vývoj
Konstruktér ing. Sima Milutinovič v roce 1937 navrhl stíhací letoun původně označený jako SIM-XV (srbsky Рогожарски Р-313, resp. СИМ-XV), ale brzy na žádost velitelství Jugoslávského vojenského a námořního královského letectva (Jugoslovensko kraljevsko ratno vazduhoplovstvo i pomorska avijacija) projekt přejmenován na R-313. Stavba prototypu byla zahájena v roce 1938 a letoun byl dokončen na počátku roku 1940. První let se uskutečnil začátkem roku 1940. Jako pohon sloužily dva dvanáctiválcové vidlicové motory Walter Sagitta II-R o nominálním výkonu 500 k (367,6 kW) při 2500 ot/min. Stroj s těmito motory dosahoval maximální rychlosti 460 km/h. Při zkouškách vykazoval velký vývojový potenciál. Prototyp byl poškozen v průběhu útoku zemí Osy na Jugoslávii v dubnu 1941, kdy byl proveden pokus o jeho evakuaci do Řecka.

## Popis letounu
Rogozarski R-313 byl dvoumístný dvoumotorový stíhací / lehký bombardér / průzkumný letoun. Poháněly jej dva vidlicové motory Walter Sagitta II-R s kompresorem. Eliptický dřevěný trup byl charakteristický dlouhým, plně uzavřeným a bohatě proskleným prostorem pro posádku a byl pokryt překližkou, která byla také použita na lichoběžníkových křídlech se zaoblenými konci. Překližka byla potažena plátěným potahem. Motorové gondoly také obsahovaly podvozek francouzské firmy Messier. Hlavní dvoukolový podvozek i ocasní kolo byly zatahovací. Zadní část trupu ukončovaly dvojité ocasní plochy charakterizované svislými kormidly eliptického tvaru a jednoduchou vodorovnou výškovkou opatřenou jediným pohyblivým prvkem. Palivová nádrž o objemu 680 litrů byla umístěna ve střední části mezi křídly. Letoun byl také schopen nést další palivové nádrže, což by bylo důležité pro průzkumnou variantu těchto letadel. Průzkumná varianta tohoto letounu měla být vybavena flexibilně namontovanou kamerou, rádiem, pevným 20mm kanónem a jedním kulometem FN ráže 7,9 mm. Jako lehký bombardér by letadlo neslo čtyři pumy o hmotnosti 106 kg v uzavřené pumovnici umístěné pod kabinou pilotů uvnitř trupu.

## Operační historie
Toto letadlo se nedostalo za fázi prototypu. Vlastnosti, jako jsou maximální rychlost, rychlost stoupání a vzdálenost potřebná k vzletu byly však v porovnání s tehdejšími současnými stíhacími letouny příznivější. Pouze relativní nedostatek výkonu motorů jej omezoval. Diskutovalo se o využití výkonnějšího motoru Daimler-Benz DB 601 nebo Rolls-Royce Merlin ale s vypuknutím války byly tyto úvahy opuštěny resp. nebylo je již možné uskutečnit. Celkem bylo plánováno vyrobit 25 letadel, průzkumné i lehké bombardovací verze.
Prototyp se stal součástí 603. výcvikové perutě jugoslávského letectva, která byla umístěna v městečku Grab, poblíž Trebinje (dnešní Bosna a Hercegovina). Jeho případnému využití učinila konec tzv. Dubnová válka (Aprilski rat). Letoun byl poškozen 12. dubna 1941 při pokusu o vzlet z Grabu. O měsíc později se jej zmocnilo nacistické Německo, které stroj převezlo na letiště Surčin v Bělehradu. Následně jej prodalo spojeneckému ustašovskému Chorvatsku, které letoun opravilo v továrně „Ikarus“ v Zemunu. Chorvaté letadlo pojmenovali Neovisnog (srbsky Независног, česky Nezávislý) a po opravách byl 19. května 1942 proveden zkušební let. Stroj však byl poškozen sabotáží a jeho stav už byl tak vážný, že další opravy nebylo účelné provést. Takto skončilo letadlo, které bylo v literatuře populární jako „jugoslávské Moskito“, ačkoli bylo navrženo a postaveno před jeho legendárním protějškem.

## Uživatelé
- Království Srbů, Chorvatů a Slovinců
  - Jugoslávské vojenské a námořní královské letectvo
- Chorvatsko
  - Letectvo Nezávislého státu Chorvatsko

## Specifikace
Údaje dle

### Technické údaje
- Posádka: 2
- Rozpětí: 13,00 m
- Délka: 11,00 m
- Výška: 2,68 m
- Nosná plocha: 26,40 m²
- Hmotnost prázdného letounu: 2 950 kg
- Vzletová hmotnost: 4 270 kg
- Pohonná jednotka: 2 × vzduchem chlazený dvanáctiválcový vidlicový motor Walter Sagitta II-R
- Výkon pohonné jednotky: 500 k (367,6 kW)
- Vrtule: třílistá kovová s přestavitelnými listy

### Výkony
- Maximální rychlost: 460 km/h ve výšce 4000 m
- Cestovní rychlost: 360 km/h
- Dostup: 8 000 m
- Stoupavost: 8,33 m/s, za 2 min na 1000m, za 5,6 min na 3000 m
- Dolet: 860 km

### Výzbroj
- 1 × kanón Hispano-Suiza HS.404 ráže 20 mm s 60 (dle jiných pramenů 120) náboji
- 1 × pohyblivý kulomet MG M.38 Browning FN ráže 7,92 mm (resp. 8 mm)
- dvě pumy ráže 106 kg (bez kanónu 4× 106 kg)